# 錫卡錫卡山脈
17°15′S 67°40′W / 17.250°S 67.667°W
錫卡錫卡山脈（西班牙語：Serranía de Sicasica）是玻利維亞的山脈，屬於玻利維亞中部山脈的一部分，長200公里、寬20公里，從北面的拉巴斯延伸至南面的奧魯羅，最高點海拔高度4,838米。